# Жамбылский сельский округ (Костанайский район)
Жамбылский  сельский округ — административно-территориальное образование в Костанайском районе Костанайской области.

## Административное устройство
1. село Жамбыл
2. село Алтын дала
3. село Самир